# Diadelia mimospinipennis
Diadelia mimospinipennis là một loài bọ cánh cứng trong họ Cerambycidae.